# Il cane pompiere
Il cane pompiere (Firehouse Dog) è un film del 2007 diretto da Todd Holland.

## Trama
Rex, celebre cane di Hollywood famoso per le sue abilità atletiche, si smarrisce durante le riprese di uno spot pubblicitario e trova riparo in una piccola caserma di vigili del fuoco di una cittadina a lui sconosciuta. Lontano da casa e dalla vita lussuosa Rex, sporco e malandato come un cane randagio, diventa subito preda degli accalappiacani ai quali sfugge abilmente grazie alle sue doti atletiche. Durante l'ennesima fuga, Rex incontra il dodicenne Shane Fahey, figlio del capitano della squadra dei pompieri chiamata Dogpatch, e ben presto diventa la mascotte della loro caserma. Grazie alle imprese compiute dall'atletico cagnolino durante le operazioni di salvataggio, i componenti della Dogpatch riconquistano un posto di prestigio tra le unità dei pompieri della città e allo stesso tempo Shane e suo padre ritrovano l'armonia che mancava tra loro.